# Scharf
Lo scharf è un particolare registro dell'organo.

## Struttura
Secondo i musicologi, lo scharf è un registro di mutazione composta costituito da una mistura di tre o più file di canne, in genere intonate per terze, quinte e ottave, anche se sono presenti scharf da due sole file. Tipico della Germania e del nord Europa, il musicologo Peter Williams colloca la sua nascita di questo registro di ripieno nel XVI secolo.